# Odderøya fyr
Odderøya fyr ist ein denkmalgeschützter Leuchtturm auf der norwegischen Halbinsel Odderøya an der westlichen Einfahrt zum Hafen von Kristiansand im Fylke Agder. Er wurde 1832 errichtet.
Der Leuchtturm wurde gleichzeitig mit dem Oksøy fyr gebaut. Er hat eine funktionelle und visuelle Verbindung zu diesem und dem Grønningen fyr.

## Die Anlage
Die Anlage umfasst das Maschinenhaus, mit einer Wohnung für den Leuchtfeuerwärter, das Waschhaus, den Öltank und ein Bootshaus mit Anlegestelle. Die heutige Bebauung ist hauptsächlich von 1874, da der Leuchtturm versetzt und die erste Station abgerissen wurde. Das ursprüngliche Leuchtfeuer ist erhalten und in die Giebelseite des neuen Holzgebäudes integriert. Außen vor dem Hauptgebäude hängt eine Nebelglocke.

## Geschichte

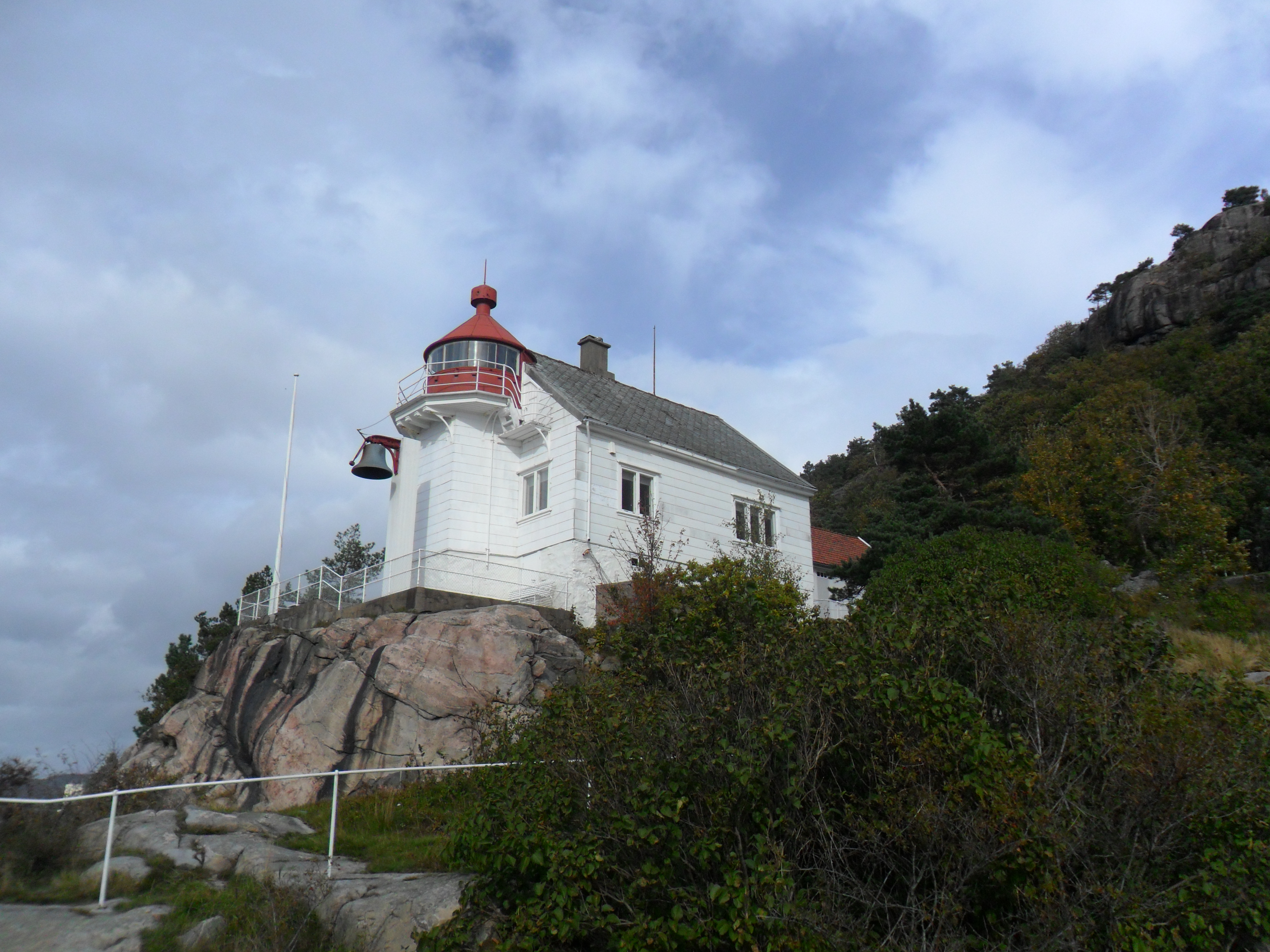
Leuchtturmwärterhäuschen

Das ursprüngliche Leuchtfeuer war klein und lag am untersten Punkt des Geländes. Zu Beginn bestand die Technik aus einer Petroleumlampe (Rundbrenner) und einem nach Süden gerichteten, parabolischen Reflektor. Dieser war abgeschirmt und kam nur bei ruhiger See zwischen Grønningen und Oksøy zum Einsatz, um eine sichere Weiterfahrt landeinwärts zu gewähren.
Zusätzlich wurden zwei Petroleumlampen (Flachbrenner) mit Reflektoren installiert, eine in Richtung Dybingen und eine in Richtung des Hafens. Alle drei Lampen brannten mit Rapsöl. Die Hauptlampe sollte das ganze Jahr von Sonnenuntergang bis zum Sonnenaufgang brennen.
1874 wurde der Leuchtturm auf das heutige, höher liegende Gelände versetzt. Er bekam ein neues Leuchtsystem, das sich mit Hilfe eines Blinklichtes von den Stadtlichtern Kristiansands im Hintergrund absetzen sollte. Jahre später wurde eine 700 kg schwere Nebelglocke an der Giebelwand (Seeseite) aufgehängt.
1914 bekam der Leuchtturm einen Linsenapparat 4. Grades. Zwischen 1927 und 1928 wurden beide Leuchtfeuer und die Nebelglocke elektrifiziert und ein Notstromaggregat angeschlossen. 1984 wurde ein neues, modernes Leuchtfeuer vor der Station installiert, automatisiert und die Besatzung abgezogen.

## Bedeutung
Odderøya fyr ist eine für Norwegen typisch hölzerne Leuchtturmstation mit einem Turm an der Giebelseite eines Wohnhauses. Sie ist charakteristisch für den Hafen von Kristiansand und besitzt in Verbindung mit Oksøy und Grønningen historischen Wert. Die Anlage der freiliegenden Nebelglocke ist die einzige noch erhaltene Konstruktion ihrer Art in Norwegen. Am 23. Juni 1994 wurde die gesamte Anlage des Leuchtturms unter Denkmalschutz gestellt, das Areal ist teilweise als Erholungsgebiet freigegeben.
Die Vest-Agder fylkeskommune (Bezirksregierung) kaufte die Anlage 2005 für 500.000 NOK vom Kystverket (verantwortliche Behörde für die Infrastruktur der Wasserwege Norwegens).